# الفتاحات
فتاحات أو الفتاحات أو الفتيحات هي إحدى القرى اللبنانية من قرى قضاء البترون في محافظة الشمال.